# Endumeni
Endumeni – gmina w Republice Południowej Afryki, w prowincji KwaZulu-Natal, w dystrykcie Umzinyathi. Siedzibą administracyjną gminy jest Dundee.